# David Wiebe
David Wiebe, född omkring 1679 i Wismar, Tyskland, död okänt år var en tysk konterfejare och köpman.
Han var son till konstnären Herman Wiebe och växte upp i den då svenska delen av Tyskland. Han företog ett flertal resor till Reval och Köpenhamn 1700–1701 där han utförde miniatyrarbeten på beställning. Samma år som hans far avled fick han burskap som konterfejare och köpman i Wismar där han inrättade en ateljé och verkstad där han även utbildade elever. Man antar att Johan Henrik Scheffel inhämtade måleriets elementära grunder i den Wiebska verkstaden. 